# Мунтжак Путао
Мунтжак Путао (лат. Muntiacus putaoensis) — вид мунтжака (Muntiacus) семейства оленевых (Cervidae). Самый мелкий представитель рода мунтжаков. Открыт в 1997 году биологом Аланом Рабиновичем во время его полевого исследования в отдаленном городке Номун в Мьянме. Рабинович изучал небольшую тушу оленя, которая первоначально показалась ему молодой особью другого вида, но оказалось, что это был труп взрослой самки. Анализ ДНК показал, что это новый вид оленевых. Местные охотники знали об этом виде и называли его «листовым оленем», потому что его тело можно полностью накрыть одним большим листом. Встречается в Мьянме и Индии.

## Распространение и среда обитания
Мунтжак Путао встречается в густых лесах Мьянмы, в районе долины Хукон к северо-востоку от Путао, отсюда и его научный эпитет, и к югу от рукава Nam Tamai реки Мекха. Он обитает на высоте от 450 до 600 м, в переходной зоне между тропическими лесами и лесами умеренного пояса. О его существовании в Индии впервые сообщили из района Лохит в восточной части Аруначал-Прадеша. В 2002 году сообщалось, что он также обитает в национальном парке Намдапха, а также в восточной части Аруначал-Прадеша. Он также был отмечен в регионах Лохит и Чангланг и недалеко от Ноклака в Нагаланде. Мунтжак, вероятно, населяет подходящую среду обитания на всем стыке хребтов Паткай-Бум и Кумон-Тондан. В 2008 и 2009 годах сообщалось о его присутствии еще в нескольких районах Аруначал-Прадеша.

## Описание
Взрослый мунтжак Путао достигает высоты всего 50 см в холке и весит менее 11 кг. Окрас меха светло-коричневый. У самцов рога без разветвлений около 2,5 см в высоту. В остальном самец и самка оленя идентичны. Этот вид отличается от других оленей, тем, что их потомство не имеет пятен. Он также отличается от других мунтжаков, тем, что и у самцов, и у самок ярко выражены клыки. Эти маленькие мунтжаки предпочитают бродить в одиночестве и живут в густых горных лесах, напоминая самых древних оленей.

## Поведение
О поведении мунтжака Путао известно мало, но подобные мунтжаки часто бывают сумеречными, а другие ведут как ночной, так и дневной образ жизни. Кроме того, мунтжаки Путао обычно держатся в одиночку, за исключением периода беременности самки, когда рядом с ней держится партнер-самец. Остатки фруктов и листьев, найденные при вскрытии указывают на то, что их диета способствует распространению семян местных растений.

## Угрозы и охрана
В Красном списке МСОП этот вид относится к видам, для оценки угрозы которым недостаточно данных, поскольку нет уверенности в его морфологии, распространении, таксономии и экологии. Имеются данные о постоянной охоте на него местных жителей, и это говорит о том, что численность вида сокращается.